# Hydrillodes mediochracea
Hydrillodes mediochracea är en fjärilsart som beskrevs av Bethune-Baker 1908. Hydrillodes mediochracea ingår i släktet Hydrillodes och familjen nattflyn. Inga underarter finns listade i Catalogue of Life.